# 戈耳工角
戈耳工角（英語：Gorgons Head）是南極洲的山峰，位於奧次地，處於休斯山東南面，屬於庫克山脈的一部分，以希臘神話的妖怪戈爾貢命名，現時由南極條約體系管理。